# L'Anthropologue
L'Anthropologue est un roman de Jon Ferguson, traduit de l'américain par Patrick Moser (Éditions Castagniééé, 2006) salué par le prix Nobel de littérature 2003 John Maxwell Coetzee.

## Résumé
L'Anthropologue se situe à l’autre extrémité du continuum professionnel de l’homo occidentalus que Jon Ferguson avait inauguré en 2005 avec Le Missionnaire. Tandis qu’Edgar devient un homme et apprend la vie en battant le pavé à Lyon et à Paris en quête de nouvelles âmes à convertir, Leonard Fuller, professeur d’anthropologie dans une obscure université du Colorado, songe à prendre sa retraite après trente ans passés à répéter les mêmes "balivernes" (Fuller dixit).
Sa vie routinière prend du plomb dans l’aile le jour où il découvre un mystérieux cheveu roux sur son oreiller. Cherchant à identifier son propriétaire, le professeur Fuller devient le protagoniste d’une histoire apparemment rocambolesque où il échangera ses habits avec un rappeur délinquant, engagera un jardinier du campus comme espion, et adoptera un poisson rouge femelle. Mais cette histoire révèle aussi – et surtout – une réflexion fort aboutie sur l’homme et sa culture.
Roman philosophico-comique qu’auraient lu avec délice un Voltaire ou un Diderot, L’Anthropologue est une œuvre où l'humour - qui oscille entre insinuation sous-cutanée et blague de potache - permet à l'auteur de régler ses comptes avec un certain monde académique et de pourfendre avec bonheur les dogmatismes les plus opaques.
Loin du surhomme ou du héros, Fuller ne se distingue pas, il ne se retire pas du monde, il ne fait que poser avec simplicité les questions que probablement tout le monde se pose. Ces questions qui – par essence – restent sans réponse. C’est dans cette simplicité et dans la profondeur de sa réflexion que Fuller devient un personnage touchant d’humanité.